# Extraordinary
Extraordinary är en brittisk äventyrs- och komediserie vars första säsong hade premiär på strömningstjänsten Disney+ den 25 januari 2023. En andra säsong hade premiär den 6 mars 2024. Båda säsongerna består av åtta avsnitt. Serien är skapad av Emma Moran.

## Handling
Serien kretsar kring Jen, en ung och självmedveten kvinna som lever i en värld där alla över 18 år, utom hon, utvecklar superkrafter.

## Rollista (i urval)
- Máiréad Tyers – Jen
- Sofia Oxenham – Carrie
- Bilal Hasna – Kash
- Luke Rollason – Jizzlord
- Siobhán McSweeney – Mary
- Robbie Gee – Ian
- Safia Oakley-Green – Andy
- Ned Porteous – Luke
- Darcey Porter-Cassidy – Ange
- Eros Vlahos – Gordon
- Ardal O'Hanlon – Martin